# Клуб писателей Кавказа
Клуб писателей Кавказа — межрегиональная общественная организация, созданная в Нальчике 12 декабря 2008 года.
Как сказано в Уставе организации:

«Клуб создан в целях:
- объединения усилий писателей и работников всех направлений культуры региона для содействия национальному согласию, стабильности и миру на Кавказе;
- пропаганды достижений национальных литератур и культур;
- способствования развитию и укреплению творческих связей между писателями и другими творческими работниками Северного Кавказа и Закавказья;
- организации более тесного сотрудничества переводчиков национальных литератур, их публикаций на языках народов Северного Кавказа и в центральных журналах и издательствах в переводе на русский язык»;

На 10 января 2013 года в Клубе состояло 46 писателей из десяти регионов Кавказа (в конце 2011 года — 42 писателя из 10 регионов).
С апреля 2011 года Клуб издаёт ежемесячную газету «Литературный Кавказ» тиражом 1000 экземпляров. К началу 2013 года было издано 18 номеров.
Клубом учреждена литературная премия за выдающиеся литературные произведения, которая пока не имеет названия.
Президентом Клуба был балкарский поэт Салих Гуртуев, вице-президент — чеченский писатель Муса Ахмадов. В феврале 2016 года президентом Клуба стал Муса Ахмадов.